# Bromeloecia winnemana
Bromeloecia winnemana är en tvåvingeart som först beskrevs av Malloch 1925.  Bromeloecia winnemana ingår i släktet Bromeloecia och familjen hoppflugor. Inga underarter finns listade i Catalogue of Life.